# Rafael Quintas
Rafael José Mestre Quintas (Lisboa, 8 de marzo de 2008) es un futbolista portugués. Juega de pivote y su equipo actual es el Sport Lisboa e Benfica de la Primeira Liga, máxima categoría del fútbol portugués.

## Trayectoria
Comenzó a jugar al fútbol en las divisiones infantiles del Sport Lisboa e Benfica, se incorporó al club en la temporada 2013-14. El 22 de junio de 2022 se anunció un contrato de formación con Rafael, para realizar las categorías juveniles con O Glorioso.
Firmó su primer contrato profesional con 16 años, el 25 de abril de 2024.

## Selección nacional
Ha sido internacional con la selección de fútbol de Portugal en las categorías juveniles sub-15, sub-16 y sub-17.
Debutó con la selección el 25 de abril de 2023, en un amistoso sub-15 contra Noruega, ingresó en el transcurso del partido y ganaron 1-0.
Fue parte del plantel que disputó la clasificación y el Campeonato Europeo Sub-17 2025 en sí, además fue el capitán del equipo. Portugal hizo una gran campaña, llegaron a la final contra Francia, instancia en la que ganaron 0-3 y se coronaron campeones de la categoría por tercera vez en la historia. Rafael fue distinguido como el mejor jugador del torneo.

## Estadísticas
Actualizado al último partido disputado el 1 de junio de 2025.
| Selección         | Temporada         | Continental | Continental | Continental | Mundial | Mundial | Mundial | Amistosos | Amistosos | Amistosos | Total | Total | Total  |
| Selección         | Temporada         | Part.       | Goles       | Asist.      | Part.   | Goles   | Asist.  | Part.     | Goles     | Asist.    | Part. | Goles | Asist. |
| ----------------- | ----------------- | ----------- | ----------- | ----------- | ------- | ------- | ------- | --------- | --------- | --------- | ----- | ----- | ------ |
| Sub-15 Portugal   | 2023              | —           | —           | —           | —       | —       | —       | 4         | 0         | 0         | 4     | 0     | 0      |
| Sub-15 Portugal   | Total sel.        | 0           | 0           | 0           | 0       | 0       | 0       | 4         | 0         | 0         | 4     | 0     | 0      |
| Sub-16 Portugal   | 2023              | —           | —           | —           | —       | —       | —       | 3         | 0         | 0         | 3     | 0     | 0      |
| Sub-16 Portugal   | 2024              | —           | —           | —           | —       | —       | —       | 5         | 0         | 1         | 5     | 0     | 1      |
| Sub-16 Portugal   | Total sel.        | 0           | 0           | 0           | 0       | 0       | 0       | 8         | 0         | 1         | 8     | 0     | 1      |
| Sub-17 Portugal   | 2024              | 3           | 1           | 1           | —       | —       | —       | 5         | 0         | 0         | 8     | 1     | 1      |
| Sub-17 Portugal   | 2025              | 8           | 1           | 1           | -       | -       | -       | 5         | 0         | 0         | 13    | 1     | 1      |
| Sub-17 Portugal   | Total sel.        | 11          | 2           | 2           | 0       | 0       | 0       | 10        | 0         | 0         | 21    | 2     | 2      |
| Total selecciones | Total selecciones | 11          | 2           | 2           | 0       | 0       | 0       | 22        | 0         | 1         | 33    | 2     | 3      |
| 1.                |                   |             |             |             |         |         |         |           |           |           |       |       |        |

## Palmarés

### Títulos internacionales
| Título                      | Equipo                | País    | Año  |
| --------------------------- | --------------------- | ------- | ---- |
| Campeonato de Europa Sub-17 | Selección de Portugal | Albania | 2025 |

### Distinciones individuales
| Distinción                                                             | Año  |
| ---------------------------------------------------------------------- | ---- |
| Mejor jugador del Campeonato de Europa Sub-17 de la UEFA               | 2025 |
| Parte del equipo del torneo del Campeonato de Europa Sub-17 de la UEFA | 2025 |